# Carlo Petrini
Carlo Petrini, cunoscut sub numele de Carlin, (n. iunie 1949, Bra, Piemont, Italia) este un gastronom italian, sociolog, scriitor și activist, fondator al asociației Slow Food.